# Friedrich der Große in seinen letzten Tagen

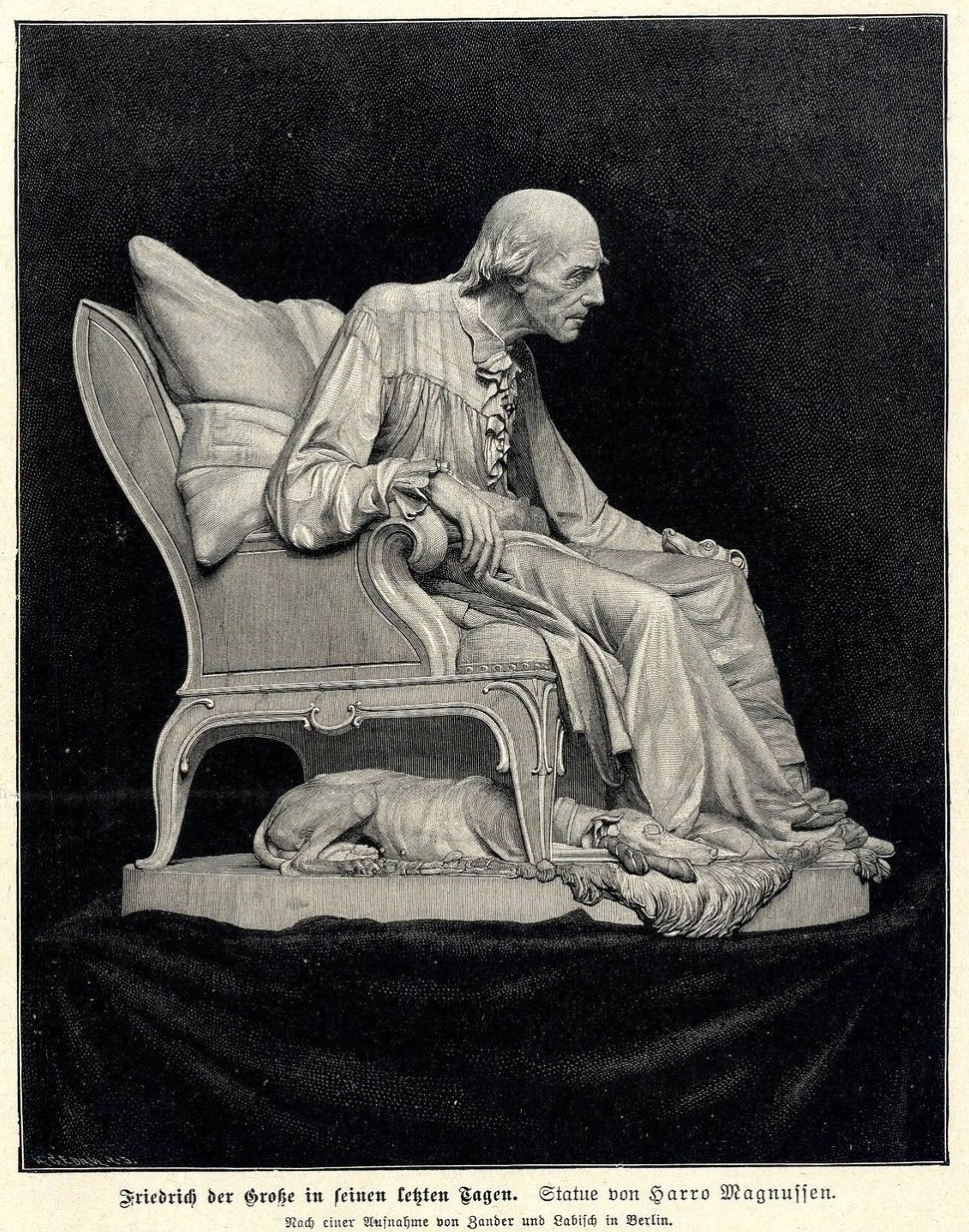
"Friedrich der Große in seinen letzten Tagen", 1898

Friedrich der Große in seinen letzten Tagen ist eine Skulptur von Harro Magnussen von 1890/1898.

## Geschichte

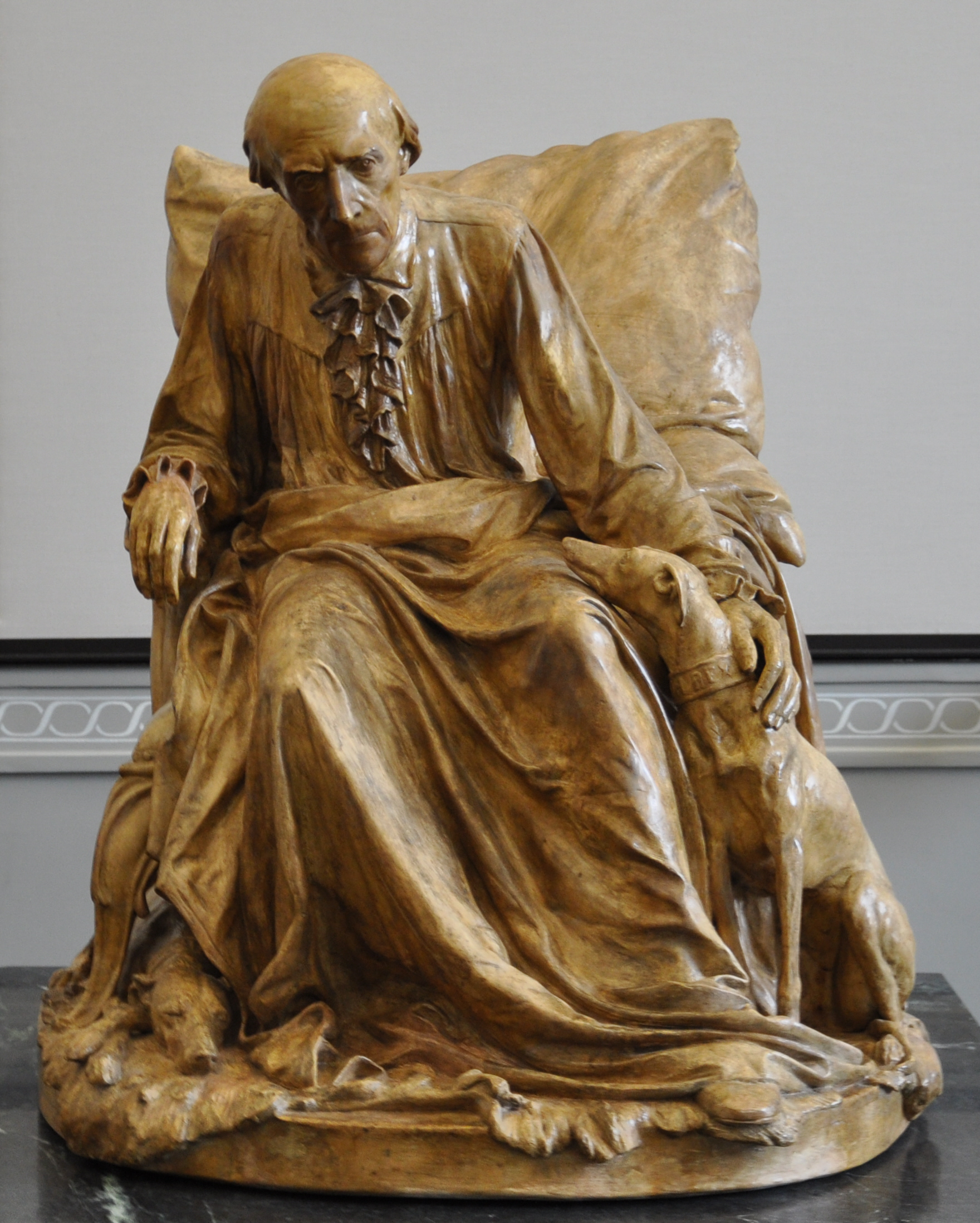
Gipsfassung in der Alten Nationalgalerie Berlin

Wahrscheinlich 1890 schuf der Bildhauer Harro Magnussen eine Skulptur über den sterbenden König Friedrich II. in einem Sessel sitzend. Er fertigte sie zuerst aus Gips. 1898 schuf er davon eine Marmorfassung, die dann auf Anordnung von Kaiser Wilhelm II. im Arbeits- und Sterbezimmer Friedrichs II. in Schloss Sanssouci aufgestellt wurde. 
Später kam sie in das Hohenzollern-Museum im Schloss Monbijou in Berlin-Mitte. Um 1945 verschwand sie.
Gipsfassungen befinden sich heute in der Alten Nationalgalerie in Berlin und in der Burg Hohenzollern.

## Weiteres
1891 schuf der Bildhauer Michel Lock eine ähnliche Skulptur mit dem sterbenden Kaiser Wilhelm I. in einem Sessel (Ich habe keine Zeit müde zu sein), die 1898 ebenfalls auf Wunsch Kaiser Wilhelms II. als Marmorfassung hergestellt wurde und später auch in das Hohenzollern-Museum kam.
Der Mitarbeiter von Harro Magnussen, Jeremias Christensen forderte 1898 eine Mitbeteiligung an den Einkünften für die Marmorstatue Friedrichs II., da er an deren Entstehung maßgeblich beteiligt gewesen sei. Der Fall wurde in der Presse ausführlich dargestellt.